# Emil Erlenmeyer
Richard August Carl Emil Erlenmeyer, född 28 juni 1825 i Taunusstein-Wehen vid Wiesbaden, död 22 januari 1909 i Aschaffenburg, var en tysk kemist.
Erlenmeyer hade först tänkt studera medicin men bytte till kemi efter att ha blivit fascinerad av Justus von Liebigs föreläsningar vid Giessens universitet. Det rådde dock hård konkurrens om möjligheten att få fortsätta vid Liebigs laboratorium, och efter att ha spenderat en tid vid flera olika forskargrupper tog Erlenmeyer en apotekarexamen för att få en yrkesinriktad utbildning.
Han forskade senare om gödningsämnen tillsammans med Robert Bunsen vid Heidelbergs universitet. Dock tillät Bunsen inte sina medarbetare att undervisa, så Erlenmeyer hyrde en lada som han gjorde om till laboratorium, där han höll undervisning för egna studenter. Under en resa till London träffade han August Kekulé, som sedan flyttade till Heidelberg, där Erlenmeyer och Kekulé började undervisa tillsammans. När Kekulé flyttade till Gents universitet tog Erlenmeyer över rollen som redaktör för tidskriften Zeitschrift der Chemie som Kekulé grundat.

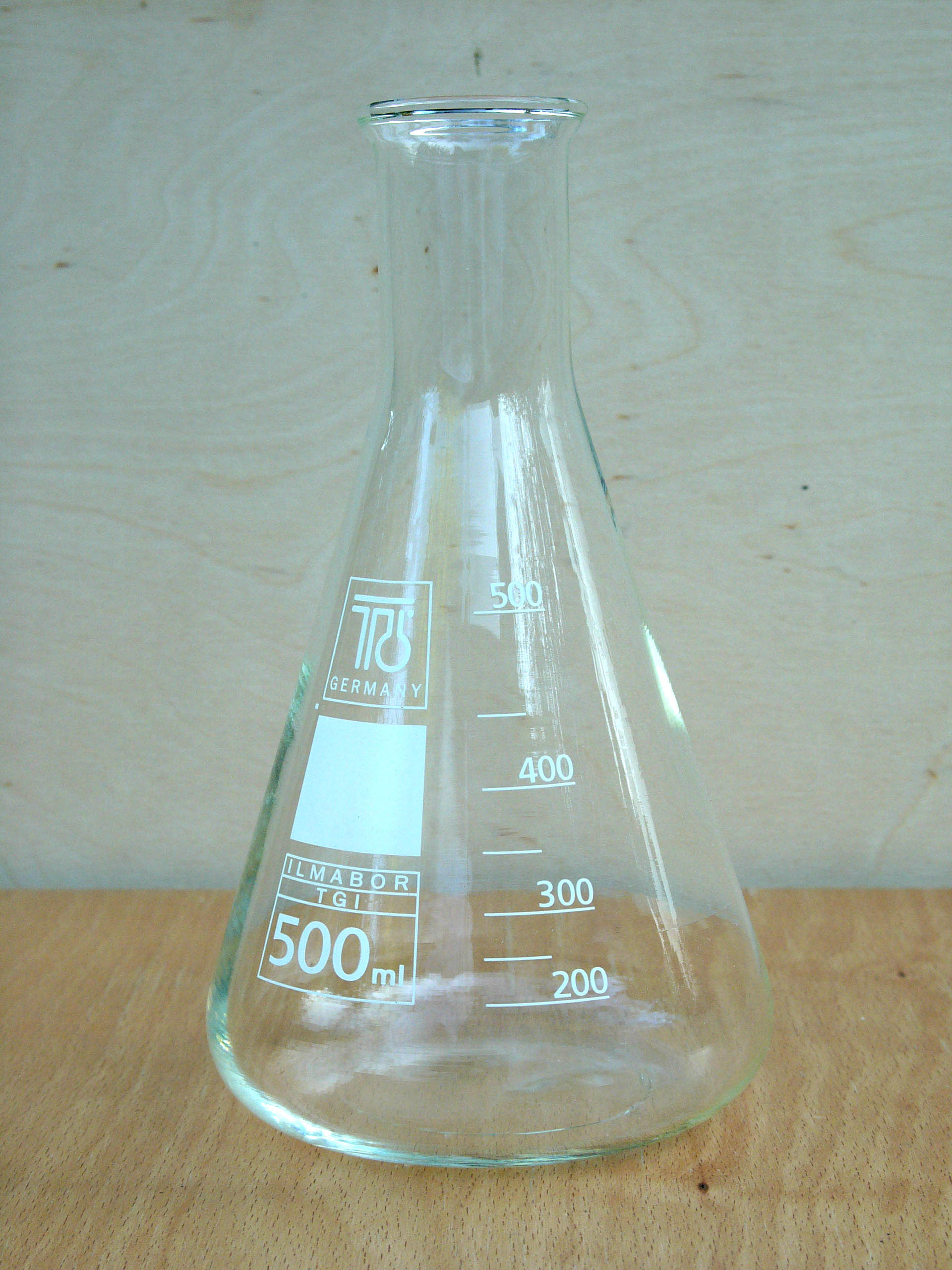
Erlenmeyerkolv

Erlenmeyer var professor i kemi vid Polytekniska skolan i München 1868-1883. Bland hans upptäckter kan nämnas flera organiska föreningar. År 1861 uppfann han den konformade flaskan som än idag kallas Erlenmeyerkolv. Han uppfann även asbestnätet, som skyddade glasutrustning från att spricka när de värmdes med en bunsenbrännare, något som var ett stort problem innan borosilikatglaset uppfanns. År 1883 blev Erlenmeyer av hälsoskäl tvungen att avbryta sin akademiska karriär.